# Humberto Causa

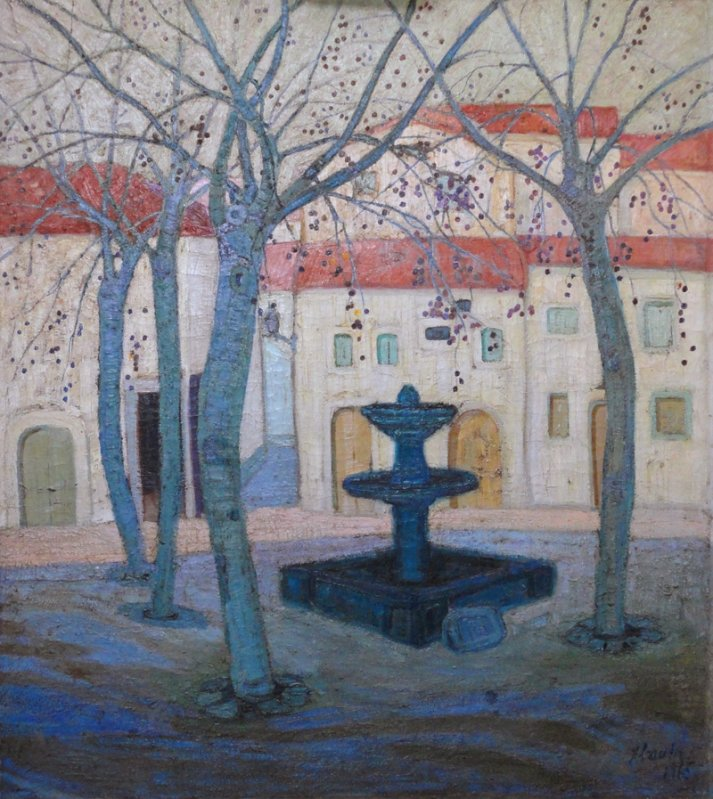
Óleo sobre tela "plaza de Pollenza" España

Humberto Causa (Montevideo, 8 de agosto de 1890 - La Plata, enero, 1925), fue un pintor y ceramista uruguayo perteneciente al planismo.

## Biografía y formación
Sus padres fueron Domingo Causa y Ana Carbone.
Realizó estudios en La Plata (Argentina) y en el Círculo de Bellas Artes de Montevideo. Allí fue alumno de Carlos M. Herrera y Vicente Puig. En 1913 obtuvo una beca de parte del Gobierno de la época para estudiar en Europa. Durante su estancia en Mallorca realizó algunas de sus obras más importantes regresando a Uruguay en 1917. A partir de este momento realizó obras de gran intensidad cromática, las cuales lo sitúan entre los mejores creadores de su generación. En 1918 residió durante 6 meses con José Cúneo en Maldonado. Allí se dedicó a pintar paisajes de la zona y a la enseñanza.
Realizó además ensayos de cerámica (expresión artesanal poco desarrollada en el Uruguay de la época) y para la cual dejó varios proyectos. Según lo consignado en el Museo Nacional de Artes Visuales "Realizó obra planista como la mayoría de los mejores pintores de la época. Lo realizaban tanto en el manejo de los colores contrapuntísticos que resultaban inarmónicos para los pintores tonales, como en el modo de aplicarlos".  Sus obras pueden verse en el Museo Nacional de Artes Visuales, en el Museo Municipal Juan Manuel Blanes y en varias colecciones privadas. Falleció en Argentina, en La Plata en enero de 1925.